# Kačarevo
Kačarevo  (ćir.: Качарево, njemački: Franzfeld ) je naselje u općini Pančevo u Južnobanatskom okrugu u Vojvodini. Naselje su osnovali Nijemci 1791. godine.

## Zemljopis
Kačarevo se nalazi 11 km sjeverno od Pančeva i 21 km sjeverozapadno od Beograda.

## Stanovništvo
U naselju Kačarevo živi 7.624 stanovnika, od toga 6.084 punoljetnih stanovnika, a prosječna starost stanovništva iznosi 38,8 godina (38,1 kod muškaraca i 39,3 kod žena). U naselju ima 2.411   domaćinstava, a prosječan broj članova po domaćinstvu je 3,16.
| Etnički sastav 2002. |            |        |
| Narod                | Stanovnika | %      |
| Srbi                 | 5.042      | 66,13% |
| Makedonci            | 1.467      | 19,24% |
| Jugoslaveni          | 322        | 4,22%  |
| Crnogorci            | 100        | 1,31%  |
| Mađari               | 19         | 0,24%  |
| Slovaci              | 18         | 0,23%  |
| Muslimani            | 14         | 0,18%  |
| Hrvati               | 13         | 0,17%  |
| Nijemci              | 9          | 0,11%  |
| ostali               | 11         | 0,12%  |
| nepoznato            | 244        | 3,20%  |

| broj stanovnika | 5044  | 5899  | 7792  | 8088  | 8309  | 8103  | 7624  |
|                 | 1948. | 1953. | 1961. | 1971. | 1981. | 1991. | 2001. |

## Vanjske poveznice
- Službena stranica mjesnoga odbora Kačarevo  Arhivirana inačica izvorne stranice od 6. siječnja 2020. (Wayback Machine)